# Johannes Rosa

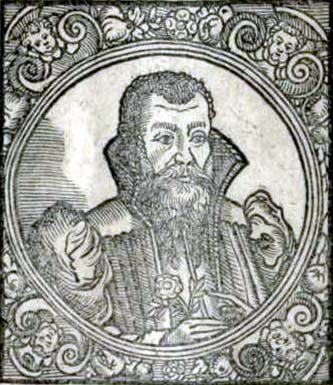
Johannes Rosa

Johannes Rosa auch: Rose (* 12. Januar 1532 in Hellingen; † 21. November 1571 in Jena) war ein deutscher Historiker, Moralphilosoph und lutherischer Theologe.

## Leben
Rosa war der Sohn des ersten evangelischen Pfarrers Marcus Roß. Er immatrikulierte sich am 5. Januar 1550 an der Universität Wittenberg, wo er ein Schüler Philipp Melanchthons wurde. Seine Ausbildung setzte er im Sommersemester 1553 an der Universität Jena fort. In Wittenberg erwarb er am 5. März 1555 den akademischen Grad eines Magisters der philosophischen Wissenschaften. 1556 ging er nach Jena zurück, wo er Privatvorlesungen hielt. 1558 wurde Rosa Professor Geschichte und Ethik, erhielt zudem die Professur für Logik und eine außerordentliche theologische Professur. Auch beteiligte er sich an den organisatorischen Aufgaben der Jenaer Hochschule und war in den Sommersemestern 1561, 1565 sowie im Wintersemester 1571 Rektor der Alma Mater.

## Werke (Auswahl)
- Comment. in reliquias academicarum quaestionum M. T. Ciceronis et ejusdem V Libros de finibus. Frankfurt 1571.
- Antiquitates romanae.
- Oratio Johannis rosae de vita clarissimi et reverendi viri doctoris erharti Schnepfii, recitata ienae, cum gradus magisterii philosophici aliquot honestis et doctis viris decerneretur, calendis julii. Anno a nato Christo 1562. Leipzig, 1562.
- Oratio de vita aeterna. Jena 1572.
- Viri Reverendi et clarissimi Orationes Duae, una in Funere illustriss, Principis, ac Saxoniae.
- Synopsis regni pontificii. Erfurt 1579.
- Vom Ewigen Leben. Jena 1579.
- Ducis, Johannes Friderici Tertij, etc. Altera de Vita Aeterna in promotione Magistrorum habita, una cum reliquis ad solennitatem actus pertinentibus. 1586 (daten.digitale-sammlungen.de mit Holzschnitt).